# Otto Friedrich Ahlmann

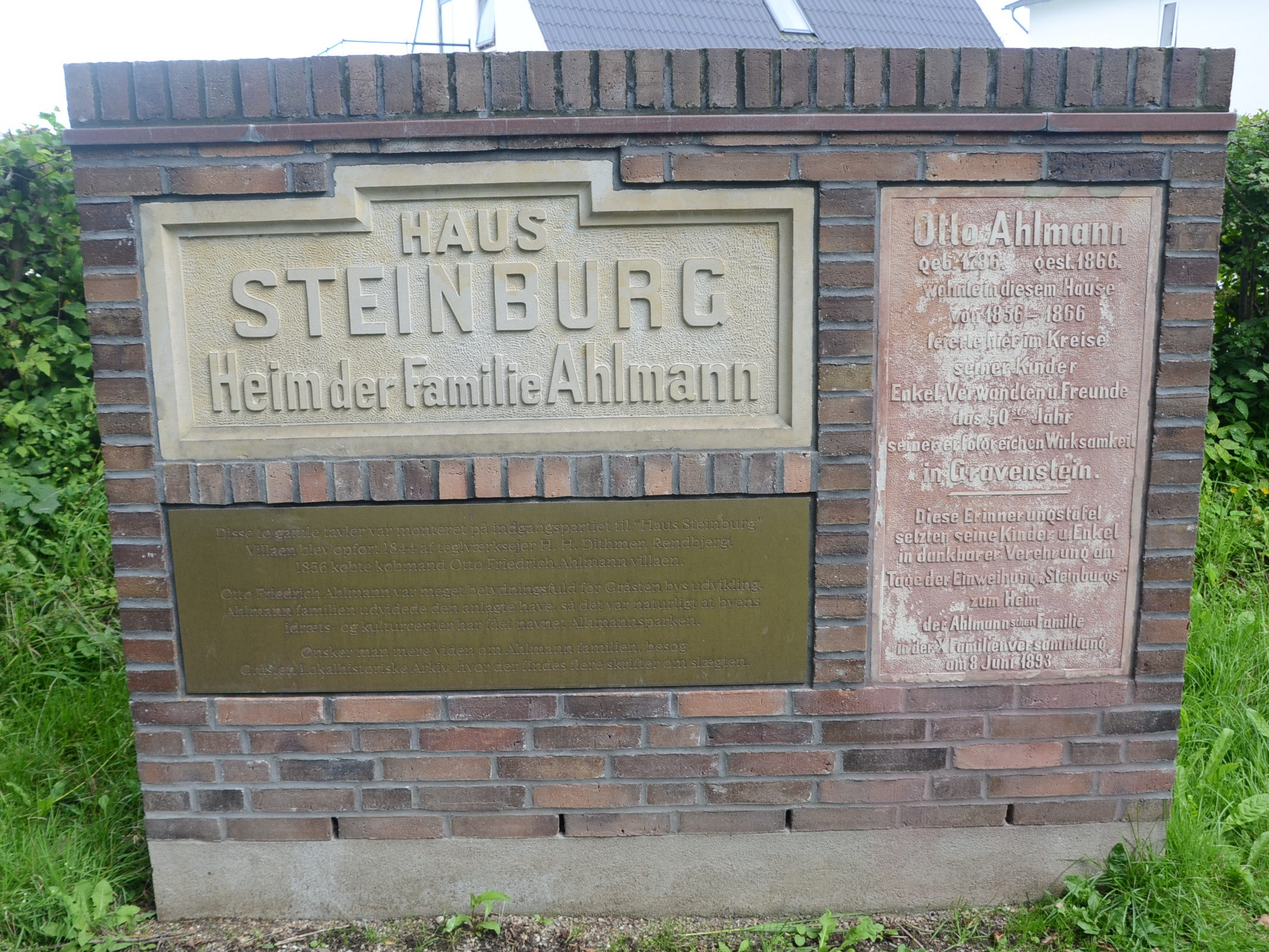

Otto Friedrich Ahlmann (* 21. Mai 1786 in Norburg; † 17. Mai 1866 in Gravenstein, begraben in Atzbüll) war ein dänischer Kaufmann.

## Leben und Wirken
Otto Friedrich Ahlmann war der Sohn eines gleichnamigen Sonderburger Kapitäns (* 30. Oktober 1748 in Sonderburg; † 8. Mai 1832), der später als Kaufmann in Norburg arbeitete. Seine Mutter Anna Katrine, geborene Matzen (* 20. November 1747 in Sonderburg; † 21. Januar 1817 in Norburg) war eine Tochter des Sonderburger Kapitäns Jens Matzen (1713–1755) und dessen Ehefrau Cathrine, geborene Wrangel (1727–1750).
Nach einem Schulbesuch in Norburg absolvierte Ahlmann eine kaufmännische Lehre im Laden seines Vaters und in Flensburg. Zu unbekannter Zeit zog er nach Gravenstein und arbeitete hier im Geschäft des Kaufmanns Nicolay Henningsen, der im Juni 1808 starb. Ahlmann bat daraufhin mehrfach Friedrich Christian II. von Schleswig-Holstein-Sonderburg-Augustenburg um verschiedene Konzessionen, um die Handelsgeschäfte fortführen zu dürfen. Im März 1809 kaufte er das Haus des kinderlosen Henningsen und die damit verbundenen Ländereien. Außerdem erwarb er die zugehörigen Konzessionen für Handelsgeschäfte über Wasser und Land und die Rechte, brauen und brennen zu dürfen.
Weder die Napoleonischen Kriege noch der Bankrott des dänischen Staates im Jahr 1813 störten die Entwicklung von Ahlmanns Geschäfte. Er konnte im Lauf der Jahre so viel Land zukaufen, dass er rund 20 Prozent von Gravenstein besaß. Als einziger Händler des Ortes bot er alle Dinge an, die zum bäuerlichen Bedarf gehörten. Gleichzeitig vertrieb er die Erzeugnisse Gravensteiner Bauern bei Bauern im Sundewitt, die somit für Einkäufe nicht nach Flensburg, Apenrade oder Sonderburg reisen mussten.
Ahlmanns Erfolge sorgten in Gravenstein für einen Aufschwung, führten jedoch auch zu Konkurrenz aus den umliegenden Städten, insbesondere Sonderburg. 1826 verfügte König Friedrich VI. in einem neuen Hökerreglement, dass ländliche Handelsleute keine Produkte aus dem Ausland importieren dürften. Drei Sonderburger Kaufleute zeigten Ahlmann daraufhin aufgrund verbotener Holzimporte an. Ahlmann wehrte sich mit dem Argument, dass Gravenstein ein Flecken sei, für den das Hökerreglement nicht gelte. Nach zwei Jahren verlor er den Streit.
Ahlmann arbeitete danach offensichtlich trotzdem weiter als Großhändler und unterhielt mehrere Schiffsparten. 1834 erhielt er von der Schleswig-Holstein-Lauenburgischen Kanzlei die erbetene Konzession. Er hatte damit die Rechte eines Flensburger Bürgers. 1841 erhielt er die Konzession erneut. Ahlmann handelte nun im gesamten Herzogtum Schleswig. In seinem Umfeld galt er als äußerst bekannte Person, bei der Bauern und Gewerbetreibende oftmals um Rat fragten und der ihnen Anstellungen vermittelte.
Während der Schleswig-Holsteinischen Erhebung verdiente Ahlmann als Lieferant vieler dänischer und deutscher Soldaten des Umlandes viel Geld. Die Tatsache, dass er sich auf die Seite Herzog Christian August von Schleswig-Holstein-Sonderburg-Augustenburgs gestellt hatte, erwies sich nach Kriegsende als Nachteil: 1852 durfte er den Lade- und Löschplatz in Gravenstein nicht länger nutzen. Im Folgejahr bat er um die Erneuerung seiner Konzession, woraufhin er unverzüglich alle Arten von Handelstätigkeiten einstellen sollte. Da seine eingelagerte Ware leicht verderblich waren, konnte er das Inkrafttreten des Verbots um drei Monate hinauszögern. Das Holzlager musste er öffentlich versteigern.
Weitere Bemühungen Ahlmanns um neue Konzessionen scheiterten. Seit 1849 besaß er ein Wirtshaus am Markt mit Höker-, Schank-, Brau- und Brenngerechtigkeit. 1854 zog er mit seinem Geschäft hier hin. Ein Jahr später bekam er eine erweiterte Hökerkonzession, aufgrund derer er auch mit Tee, Kaffee, Zucker und Steinzeug handeln durfte. Bis 1864 wurde die Konzession mehrfach erneuert. Großhandel durfte er weiterhin nicht treiben. 1856 überschrieb Ahlmann den Betrieb an seinen Sohn Hans. Da die Konzession auf seine Person ausgestellt war, blieb er offiziell Inhaber. Nach dem Deutsch-Dänischen Krieg durfte er wieder in vollem Umfang Handel treiben.

## Familie
Ahlmann heiratete am 12. Juni 1810 Anna Marie Magdalena Lorenzen (* 8. Juni 1793 in Ekensund; † 11. Januar 1855 in Gravenstein). Ihr Vater Nis Lorenzen (1752–1793) war verheiratet mit Anna Magdalene, geborene Matzen (1773–1799) und besaß eine Ziegelei.
Aus Ahlmanns Ehe gingen drei Töchter und sieben Söhne hervor. Der Sohn Thomas (* 4. April 1814; † 3. Januar 1892) arbeitete als Kaufmann in Frederica und war der Vater von Johannes Ahlmann. Der Sohn Wilhelm Hans Ahlmann wirkte als Politiker, Zeitungsverleger und Bankier.